# أنتونيا نوفيلو
أنتونيا كويلو نوفيلو (بالإنجليزية: Antonia Novello)، أستاذة في الطب (وُلدت 23 آب، 1944) وطبيبة ومديرة صحة عامة. كانت لواءً بحرياً في الفيلق المسؤول عن الخدمات الطبية العامة وخدمت بمنصب كبير الأطباء الرابع عشر في الولايات المتحدة من عام 1990 حتى عام 1993. نوفيلو هي أول امرأة وأول إسبانية تشغل منصب كبير الأطباء. عملت نوفيلو أيضاً كمسؤولة للصحة عن ولاية نيويورك من عام 1999 حتى عام 2006.

## الحياة المهنية

### الخدمات الطبية العامة
انضمت نوفيلو إلى قسم الخدمات الطبية العامة وتلقت تكليفاً في الفيلق المسؤول عن الخدمات الطبية العامة. كان منصبها الوظيفي الأول هو ضابط مشروع في المعهد الوطني لالتهابات المفاصل والتفاعلات الحيوية والأمراض الهضمية في معاهد الصحة الوطنية. تولت أيضاً في عام 1976 منصباً سريرياً في قسم طب الأطفال في كلية الطب في جامعة جورج تاون. عملت نوفيلو خلال سنوات وجودها في معاهد الصحة الوطنية على إجازة ماجستير في الصحة العامة من كلية جون هوبكنز للصحة الوقائية والصحة العامة، وحصلت على الإجازة في عام 1982.
تولت نوفيلو عدة مناصب في معاهد الصحة الوطنية قبل أن تُعين بمرتبة مساعد كبير الأطباء في الفيلق المسؤول عن الخدمات الطبية العامة وعُينت كنائب للمدير في المعهد الوطني لصحة الأطفال والتنمية البشرية في عام 1986. عملت أيضاً كمنسق لأبحاث الإيدز في المعهد الوطني لصحة الأطفال والتنمية البشرية من شهر سبتمبر عام 1987. طورت في هذه الوظيفة اهتماماً خاصاً في إيدز الأطفال مما لفت انتباه البيت الأبيض.
قدمت نوفيلو مساهمات كبيرة لصياغة وسن قانون شراء الأعضاء لزراعتها لعام 1984 أثناء عملها في لجنة مجلس الشيوخ للعمالة والموارد البشرية في الولايات المتحدة، وعملها مع طاقم اللجنة الذي يترأسه أوررين هاتش.

### طبيبة كلى للأطفال
افتتحت نوفيلو في عام 1976 عيادتها الخاصة في سبرينغفيلد، فيرجينيا حيث كانت تعمل طبيبة أطفال. لكنها سرعان ما أدركت أنها تفتقر إلى القدرة الكافية لفصل عواطفها عن عملها، لذلك أغلقت عيادتها. صرحت نوفيلو في مقابلة لها: «عندما يبكي طبيب الأطفال بالقدر الذي يبكيه الأهل، تعلم عندها أن الوقت قد حان للانسحاب».

### كبير الأطباء
عُينت نوفيلو كبيراً للأطباء من قبل الرئيس جورج إتش. دبليو. بوش، لتبدأ توليها للمنصب في 9 مارس عام 1990، وعُينت بمنصب مؤقت كلواء بحري ريثما عُينت بمنصب كبير الأطباء. كانت أول امرأة وأول إسبانية تتولى هذا المنصب.
ركزت نوفيلو خلال فترة توليها منصب كبير الأطباء على صحة المرأة والأطفال والقاصرين، بالإضافة إلى شرب الكحول للقاصرين والتدخين والإيدز. لعبت دوراً مهماً في إطلاق مُبادرة الأطفال الأصحاء المستعدين للتعلم. شاركت بنشاط في العمل مع منظمات أخرى للتشجيع على تطعيم الأطفال وتعزيز جهود منع إصابات الأطفال. تحدثت مراراً وتكراراً عن شرب الكحول غير القانوني للأطفال ودعت المفتش العام لوزارة الصحة إلى إصدار سلسلة من ثمانية تقارير حول هذا الموضوع.
عملت نوفيلو أيضاً على عدم تشجيع استخدام الشباب غير القانوني للتبغ، وانتقدت بشكل متكرر صناعة التبغ بسبب جذبهم سوق الشباب عبر استخدام شخصيات كرتونية مثل جوي كامل.
أدت ورشة عمل عقدتها إلى ظهور مبادرة لاتينية/ إسبانية وطنية للصحة.
كانت نوفيلو مثيرة للجدل بين المدافعين عن حقوق الإجهاض بسبب تأييدها لسياسة تحظر على العاملين في برنامج تنظيم الأسرة الذين تلقوا تمويلاً فدرالياً مناقشة الإجهاض مع مرضاهم.
تركت نوفيلو منصب كبير الأطباء في 30 يونيو عام 1993 بعد مدح إدارة الرئيس كلينتون لها على «نشاطها وموهبتها».